# آژانویلر

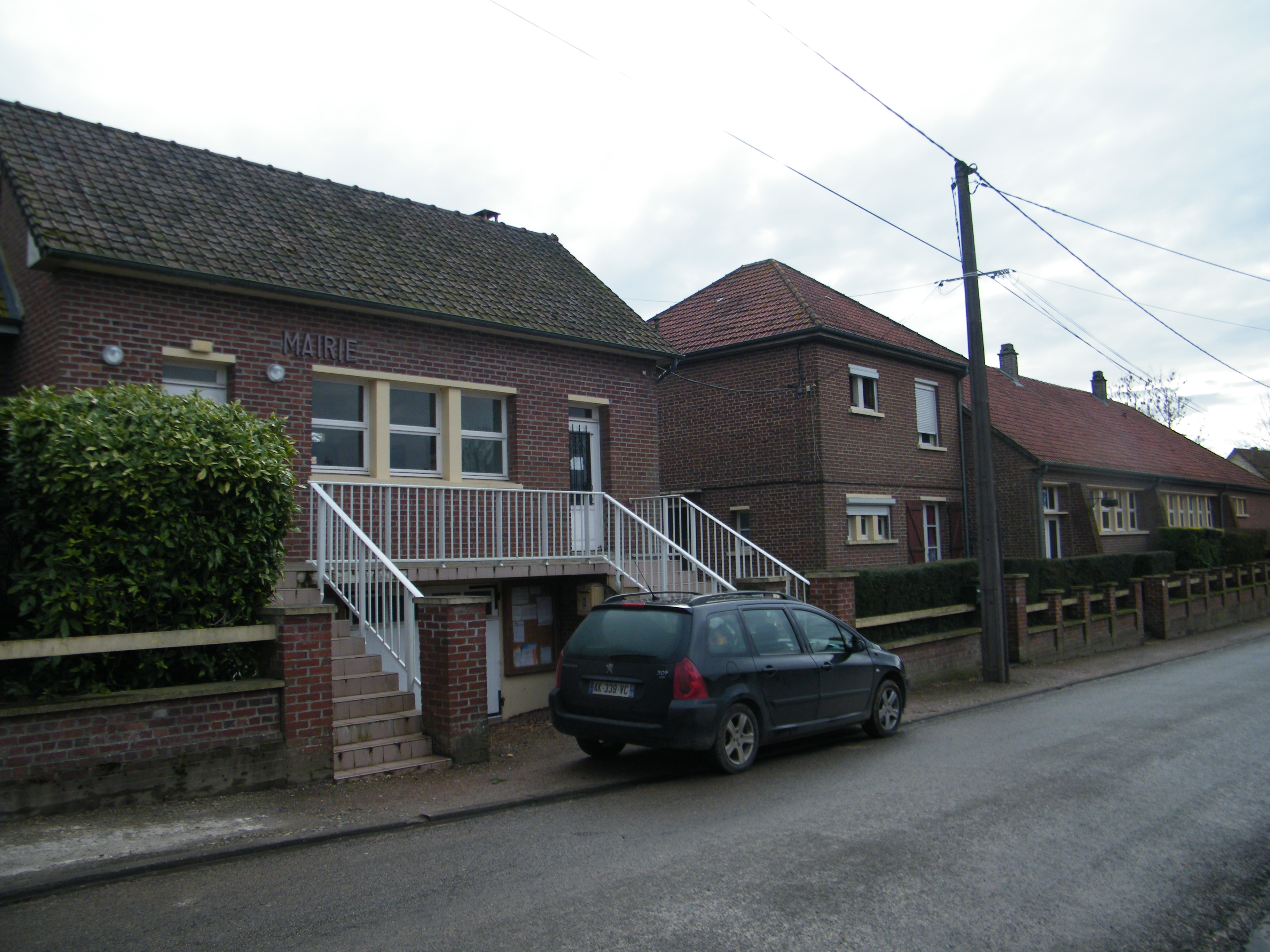
شهربازی و مدرسه آژانویلر

ایجنویلرز (به فرانسوی: Agenvillers) یک کمون در فرانسه است که در Canton of Nouvion واقع شده‌است.

## خصوصیات
ایجنویلرز ۵٫۹۸ کیلومترمربع مساحت و ۱۹۳ نفر جمعیت دارد و ۸۴ متر بالاتر از سطح دریا واقع شده‌است.